# Cerkev sv. Petra, Piran
Cerkev sv. Petra je ena izmed cerkva v Piranu. Posvečena je svetemu Petru. Prvotna cerkev iz leta 1272 je stala zunaj takratnega mestnega obzidja. Današnjo podobo ji je dal arhitekt Pietro Nobile leta 1818. Celotna kompozicija in fasada kažeta na akademsko čist klasicizem. Nad vhodnimi vrati je relief kiparja Antonia Bose, ki prikazuje izročanje ključev svetemu Petru.